# 皇家铸币局剧院
皇家铸币局剧院（荷蘭語：Koninklijke Muntschouwburg）是比利时布鲁塞尔的一座剧院。
皇家铸币局剧院现在是比利时的国家歌剧院，是一个联邦机构。它的名字来自于它今天所在的建筑物，这里过去曾经是皇家铸币局。
作为比利时的领先歌剧院，它是比利时少数获得联邦政府资助的文化设施。比利时的其它歌剧院都是地区政府资助的。

## 历史
在过去三十年里皇家铸币局剧院通过其院长热拉尔·莫尔捷、贝尔纳·福克鲁勒和音乐指导安东尼奥·帕帕诺的努力重新获得了欧洲最领先的歌剧院之一的名声。
今天的歌剧院建筑是在这里演出的第三座。建筑物的正面是1818年建成的，但是在1856年到1986年之间这个正面经过了巨大的更改。前厅和表演厅是1856年建成的，建筑物的其它部分在1980年代里全部被彻底翻新。

### 1700-1818年吉奥·保罗·邦巴尔达的剧院
1695年布鲁塞尔被炮轰后威尼斯建筑师保罗和彼得·贝茨从1695年到1700年建造了布鲁塞尔和比利时王家的第一座长久性公共歌剧院。它建造在原皇家铸币局的原址。这个名字因此就这样流传下来了。它是巴伐利亚选侯马克西米利安二世在哈布斯堡统治荷兰的时期下令建造的。马克西米利安下令他的财政大臣吉奥·保罗·邦巴尔达资助和监督这座剧院的建造。1700年剧院建成，但是首场演出的确切日期没有留存下来。
最早在当地报纸里提到的演出是1700年11月19日上演的让-巴蒂斯特·吕利的《阿蒂斯》。此后一百年里在布鲁塞尔的歌剧院里主要上演法国歌剧，定期也上演威尼斯和非法文歌剧。到19世纪中为止除歌剧外还上演话剧、芭蕾舞和音乐会。
在18世纪里皇家铸币局剧院被看作是继巴黎的歌剧院后第二好的法文歌剧院。在卡爾·亞歷山大亲王统治期间剧院非常兴旺，因为亲王大方地资助艺术。当时剧院内有一歌剧团、一芭蕾舞团和一个交响乐队。由于约瑟夫二世的压迫政策在奥地利统治的末期剧院的成就不断降低。
1795年法国大革命军队占领比利时后皇家铸币局剧院成为一个法国省级设施。
剧院的钱被削减，被迫放弃其芭蕾舞团。在这段时间里许多著名法国演员在帝国进行巡回演出时到这里来表演。督政府总裁拿破仑经过布鲁塞尔时觉得作为国家最重要的城市之一这座剧院太破旧了。他下令设计和建造一座新的，更雄伟的建筑。但是实际上在拿破仑统治期间这件事并未落实。最后在荷蘭聯合王國时期1818年邦巴尔达的建筑被拆毁，新计划得以实现。

### 1818-1855年路易·达梅姆的剧院
老建筑被一座新古典主义的建筑取代，新建筑的设计师是法国建筑师路易·达梅姆。老建筑位于街旁，左右是其它建筑物，新建筑则位于一座新开辟的广场的中心。这使它看上去更加宏伟，但是把它建在广场中心的主要原因是出于安全的考虑，因为这样一来消防队更容易救火，并可以避免火传到周边的建筑物。1819年5月25日新建筑以上演安德烈·格雷特里的一部歌剧启用。
作为荷蘭聯合王國最重要的法语歌剧院皇家铸币局剧院有国家级和国际性的重要性。它由布鲁塞尔管理，市政府任命院长。在这段时间里著名演员和歌手如玛丽亚·马利夫兰在此演出。芭蕾舞团重新设立，其指挥是著名舞蹈家马里于斯·珀蒂帕的父亲。
在比利时王国形成的过程中皇家铸币局剧院起了一个突出的作用。荷兰国王威廉二世因为怕达尼埃尔·奥柏的歌剧《波蒂奇的哑女孩》的激进内容会导致骚乱因此禁止它在荷兰上演，结果这部歌剧在布鲁塞尔的皇家铸币局剧院上演。在1830年8月25日傍晚的演出众的确爆发了骚乱，这成为比利時革命的信号，最后导致了比利时的独立。此后20年里达梅姆的建筑依然被作为比利时的第一歌剧院。1855年1月21日歌剧院爆发大火被毁，只有外墙和正门被留下。

### 1856年后约瑟夫·普拉尔特的剧院
1855年1月大火后剧院按照约瑟夫·普拉尔特的设计重建。重建工程共持续了14个月。音乐厅和前厅里使用当时时髦的折衷主义风格：一种新巴洛克、新洛可可、新文藝復興风格的结合。奢侈的装潢使用了大量的雕刻、红丝绒和丝绸。音乐厅使用了一座巨大的水晶吊灯来照明，今天这座吊灯依然悬挂在拱顶上。吊灯使用镀金的青铜和威尼斯水晶制成。拱顶原来的壁画是巴黎歌剧院的壁画画家画的。1887年由于壁画被吊灯释放的二氧化碳腐蚀因此被重新画。这幅新壁画一直保持到1985年，在此后的大修复工作中壁画完全被剥落，后来被一幅拷贝取代。从1988年到1998年壁画被精心修复，1999年它又被重新贴到拱顶上。今天建筑外表涂的白色是许多年后涂上的。普拉尔特本人并没有打算给剧院涂白色。1856年剧院的外表没有任何覆盖，许多当时的照片证明了这一点。
1856年3月25日新建的皇家铸币局剧院以演出弗罗芒塔尔·阿莱维的一部歌剧启用。在19世纪中期剧院主要上演流行的法国作曲家如阿莱维、达尼埃尔·奥柏、贾科莫·梅耶贝尔和在巴黎获得巨大成功的意大利作曲家如焦阿基诺·罗西尼、葛塔諾·多尼采蒂、温琴佐·贝利尼和朱塞佩·威尔第的作品。

### 20世纪
由于建筑物的地基有问题普拉尔特的剧院刚启用后不久就需要修补。20世纪初建筑又被增高了一层。1950年代里又添加了一座舞台。1985年人们决定建筑需要完全修复。这次修复共花了两年。在修复过程中屋顶被提高了四米，舞台加宽加深，承力的墙被用钢梁加固。以金色和红色为主的演出厅基本上没有变。屋顶壁画被暂时取出修复，在1999年又被复原。在这段时间里屋顶上暂时用一个拷贝的壁画代替。这个拷贝的色彩比较艳。
前厅和大台阶的更改巨大。不过一些原来的艺术品如比利时雕塑家保罗·迪布瓦的雕塑和一些大型壁画被保留下来了。在1985年86年入门的部分施行了一个新的建筑设计。索尔·勒维特设计了一个由黑白大理石组成的扇形的地板。达尼埃尔·比朗帮助设计了皇家包厢前的皇家沙龙的内部装潢。
改修后剧院里有1700个席位。1986年11月12日以演奏路德维希·范·贝多芬的《第9號交響曲》启用。
1998年剧院购下了剧院后面的一座大部分空着的仓库（约两万平方米面积）和一座新古典主义的大厦。这些建筑被修复，现在里面是剧院的技术和管理部门和设施。这些部门过去分散在布鲁塞尔的各个市区。这些建筑里现在也有歌剧团和乐队的排演场。它们也可以改装来进行演出。

## 指导
在1980年代里热拉尔·莫尔捷是皇家铸币局剧院的院长。1991年贝尔纳·福克鲁勒继承他成为院长，在他任职的14个演季中他保持，甚至广大了剧院在1980年代获得的声誉。现任院长是彼得·德卡吕韦。
皇家铸币局剧院的音乐指挥在比利时的音乐生活中一向有非常重要的角色，原因是剧院的乐队也常举办音乐会。在西尔万·迪皮伊的领导下剧院的乐队在19世纪末达到了顶峰。剧院也经常演奏理查德·瓦格纳的作品。在19世纪末一些重要的法国作曲家如儒勒·马斯内和樊尚·丹第在这里指挥了他们的歌剧作品的世界首演。在两次世界大战之间乐队保持了其高音乐水平。但是从1950年代开始有所下降。
1980年代初热拉尔·莫尔捷聘请法国指挥家西尔万·康布勒兰为皇家铸币局剧院的音乐指导。康布勒兰重新提高了乐队的水平，使它达到了过去的水平。1991年安东尼奥·帕帕诺称为音乐指导，在他任间乐队的演奏节目不断加广，并经常在剧院外开音乐会，此外帕帕诺还指挥乐队录了一些唱片。2002年他离开剧院赴伦敦皇家歌剧院任音乐指导。从2002年开始日本指挥家大野和士任皇家铸币局剧院的音乐指导。本来计划大野和士和马克·威格尔斯沃思在2007/2008季度一起指导皇家铸币局剧院并逐渐把音乐指导的职务让给威格尔斯沃思。但是据说由于乐队反对威格尔斯沃思，因此这个过渡没有达成。
在演奏巴洛克歌剧时皇家铸币局剧院大多聘请专门适用古典乐器演奏的乐团。近年来勒内·雅各布斯和他的乐队常在皇家铸币局剧院演奏。

## 舞蹈
舞蹈和芭蕾舞在皇家铸币局剧院一向拥有它们的地位，在剧院大部分历史中它拥有自己的芭蕾舞团。但是在1950年代里观众对经典芭蕾舞的热情逐渐降低。
1959年前卫派舞蹈编辑莫里斯·贝雅与皇家铸币局剧院合作。这个新成立的20世纪芭蕾舞成为剧院的新芭蕾舞团。这个合作持续到1987年。由于贝嘉和莫蒂埃意见分歧，他和他的芭蕾舞团离开皇家铸币局剧院。1988年纽约编舞家马克·莫里斯和他的舞蹈团受聘。莫里斯到1991年为止在布鲁塞尔上演了数部作品。在福克鲁勒指导下安娜·特雷莎·德凯尔斯马克和她的舞蹈团成为剧院的主舞蹈团。

## 著名世界首演
- 儒勒·马斯内：《希律迪亚丝（英语：Hérodiade）》（1881年12月19日）
- 埃内斯特·雷耶（英语：Ernest Reyer）：《齊格弗里德》（1884年1月7日）
- 艾曼紐·夏布里耶：《格温德琳（英语：Gwendoline (opera)）》（1886年4月10日）
- 本杰明·戈达：《若瑟兰（英语：Jocelyn (opera)）》（1888年2月25日）
- 埃内斯特·雷耶：《萨朗波（英语：Salammbô (Reyer)）》（1890年2月10日）
- 樊尚·丹第：《费瓦尔（英语：Fervaal）》（1897年3月12日）
- 樊尚·丹第：《异乡人（法语：L'Étranger (opéra)）》（1903年1月7日）
- 埃内斯特·肖松：《亚瑟王（英语：Le roi Arthus）》（1903年11月30日）
- 达律斯·米约：《俄耳甫斯的不幸（法语：Les Malheurs d'Orphée）》（1926年5月7日）
- 阿蒂尔·奥涅格：《安提戈涅（英语：Antigone (Honegger)）》（1927年12月28日）
- 谢尔盖·普罗科菲耶夫：《赌徒（英语：The Gambler (Prokofiev)）》（1929年4月29日）
- 菲利普·布斯曼斯（英语：Philippe Boesmans）：《吉尔受难记（法语：La Passion de Gilles）》（1983年10月18日）
- 马克·莫里斯：《快樂、哀愁和中庸》（1988年11月22日）
- 马克·莫里斯：《硬坚果（英语：The Hard Nut）》（1991年1月12日）
- 约翰·库利奇·亚当斯：《克林霍弗之死（英语：The Death of Klinghoffer）》（1991年3月19日）
- 菲利普·布斯曼斯：《轮舞（英语：Reigen (opera)）》（1993年3月4日）
- 菲利普·布斯曼斯：《冬日童话（英语：Wintermärchen）》（1999年12月10日）
- 菲利普·布斯曼斯：《朱丽叶（英语：Julie (opera)）》（2005年3月8日）
- 尼古拉斯·伦斯（英语：Nicholas Lens）：《炮弹休克（英语：Shell Shock (opera)）》（2014年10月24日）